# Chiesa di San Lazzaro (Sarzana)
La chiesa di San Lazzaro è un luogo di culto cattolico situato nella frazione di San Lazzaro di Sarzana nel comune di Sarzana, in provincia della Spezia. La chiesa è sede della parrocchia omonima del vicariato di Sarzana della diocesi della Spezia-Sarzana-Brugnato.

## Storia

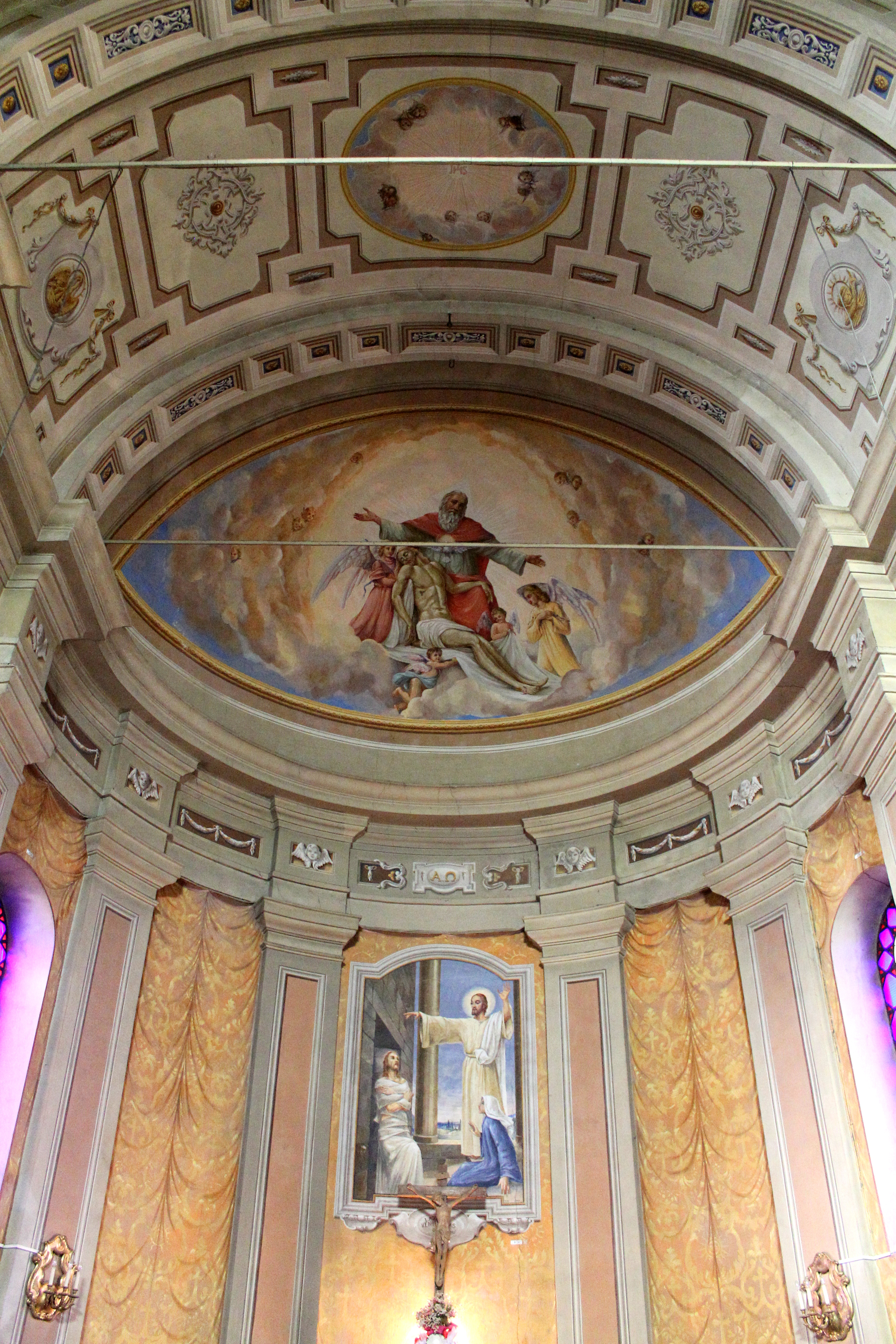
Gli affreschi dell'abside

La chiesa, al confine con i comuni di Castelnuovo Magra e Fosdinovo (MS) e conosciuta anche come San Lazzaro Nuovo, venne costruita tra il 1843 e il 1880 per sostituire la cappella dell’antico ospitale, o lazzaretto, posto lungo la via Francigena (questo conosciuto invece come San Lazzaro Vecchio), di cui oggi rimangono solo alcune parti in rovina. Esso era un luogo di ricovero anche per viandanti e pellegrini.
L’ospitale di San Lazzaro, chiamato in origine “di Servarecia” (che in volgare significa “luogo adibito alla ripopolazione della fauna”), si trova citato sia nell'antichissimo Codice Pelavicino che in altri documenti del 1150, 1228 e 1282, nonché in moltissime mappe e cartine d’epoca. Infatti nel corso degli anni l’ospitale riuscì ad accrescere la sua importanza economica, grazie soprattutto ai lasciti dei diversi pazienti ivi ricoverati ma anche per la sua posizione strategica (era infatti il luogo ideale per lo stoccaggio delle merci in quarantena dirette a Sarzana). Per questa ragione nel 1469 papa Paolo IV collocò l’ospitale, tramite bolla papale, sotto l’amministrazione diretta dell’Opera della Cattedrale di Sarzana, la quale gestiva le diverse chiese sarzanesi. 
Il 12 aprile 1584 l’ufficiale ecclesiastico monsignor Angelo Peruzzi visitò l’ospitale e ordinò che la piccola cappella fosse ristrutturata e decorata con una nuova icona sacra per l’altare. Il 4 marzo 1616 gli operai della cattedrale sarzanese commissionarono il lavoro decorativo all'artista Domenico Fiasella (1589-1669), detto Il Sarzana e di ritorno dal suo praticantato a Roma. Il quadro, intitolato San Lazzaro implora la Vergine per la città di Sarzana, è sicuramente tra i più importanti della carriera del pittore sarzanese, nonché il primo realizzato per la sua città natale, dove spicca un’egregia sintesi stilistica tra il classicismo della figura della Vergine e il naturalismo del nudo del santo, tipica di quel periodo; degna di nota è poi la rappresentazione dello scorcio del borgo di Sarzana nella parte inferiore del dipinto. 
La storia dell’ospitale di San Lazzaro si concluse verso la fine del XVIII secolo, quando l’intera struttura fu chiusa e convertita a borgo agricolo. La popolazione di San Lazzaro iniziò in quel periodo ad aumentare e, con l’istituzione della parrocchia omonima nel 1842 (staccandosi da Sarzana), si decise di costruire una nuova chiesa. Il progetto finale fu seguito, dopo mille peripezie, dall'architetto genovese Nestore Pucci e il nuovo tempio fu consacrato con cerimonia solenne il 22 ottobre 1880.
Nel 1876, grazie all'insistenza dell'editorialista sarzanese Achille Neri, autore del giornale ligustico ligure, fu spostato dall'antica cappella il famoso quadro di Domenico Fiasella del 1616, assieme a molti altri arredi sacri e opere d'arte che ancora oggi sono conservati all'interno della nuova chiesa.
Moltissimi furono poi gli interventi per ampliare e completare la nuova chiesa negli anni successivi: il campanile e la sacrestia furono completati nel 1929 grazie ai sacrifici dei parrocchiani; intorno al 1950 fu costruito il salone parrocchiale adiacente alla chiesa, originariamente adibito ad asilo e oggi sede del centro culturale parrocchiale; nel 1954 fu costruita per volontà di don Vincenzo Musso la nuova casa canonica, oggi sede dell'ufficio parrocchiale e dell'oratorio; nel 1960 la chiesa fu al centro di una massiccia e completa ristrutturazione sia interna che esterna.
Altri interventi di ristrutturazione furono eseguiti nel 1970 e nel 1980, quest'ultimo in occasione del centenario della chiesa.

## Descrizione

### Esterno

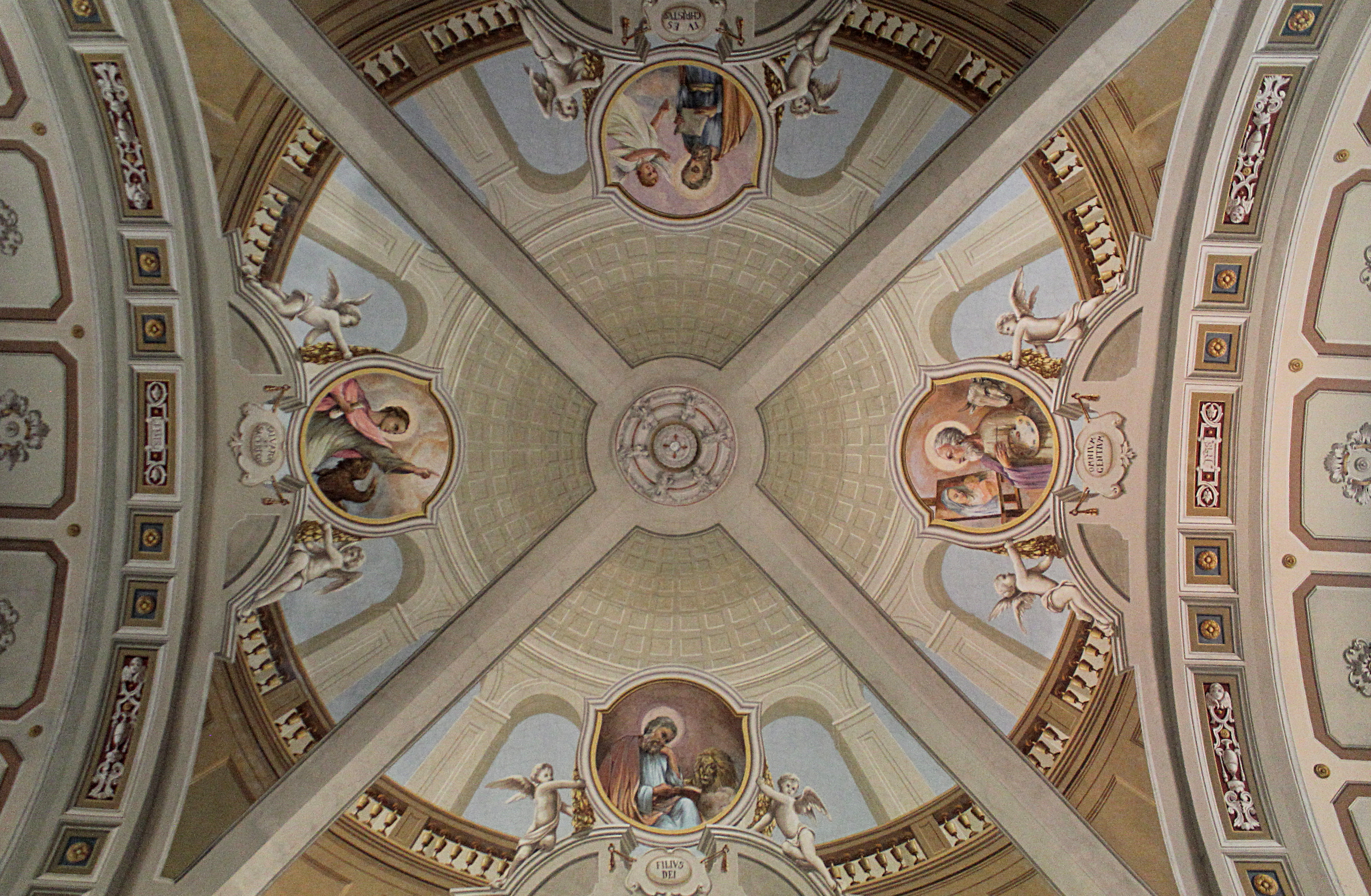
Affresco della volta a crociera raffigurante i quattro evangelisti, opera di Angelo e Tiziano Triani, 1960.

La struttura in pietra è in stile pseudo-palladiano con l’esterno intonacato nei colori giallo e grigio. La facciata della chiesa presenta forme classicheggianti con una serie di lesene corinzie sovrastate da un timpano, nel quale è presente la scritta D.O.M. (Deo Optimo Maximo, cioè A Dio, il più buono, il più grande). Essa, secondo i progetti dell'architetto Pucci, segue i lineamenti della basilica di Santa Maria Assunta di Carignano a Genova. Il grande portone in legno è poi un esempio significativo di manifattura ottocentesca.
Il campanile, costruito nel 1929 sul retro della chiesa, si articola su tre livelli con cella campanaria composta da quattro finestre monofore.
Di fronte all'ingresso principale, posizionata tra alberi di tiglio robusti, si trova una piccola edicola fatta realizzare nel 2015 e contenente una statua di San Pio da Pietrelcina. L'edicola è decorata con varie pitture a tema francescano.
Di fianco alla chiesa si trova il cimitero parrocchiale di San Lazzaro, il cui primo nucleo risale al 1856.

### Interno
L’interno della chiesa è a singola navata, in stile pseudo-barocco e impostato su pianta a croce greca, dove però la profonda abside evidenzia comunque un asse di simmetria prospettica. Lo spazio centrale è sovrastato da un’ampia volta a crociera interamente affrescata con le allegorie dei quattro evangelisti, opera dei pittori pontremolesi Angelo e Tiziano Triani nel 1960, e autori anche degli affreschi presenti nell'abside: la Risurrezione di Lazzaro e l’Ascensione di Cristo.
Le pareti interne sono chiare, prive di affreschi e decorate da lesene angolari con capitelli molto semplici. Le arcate in corrispondenza dei bracci sono caratterizzate da cassettoni dipinti con motivi decorativi e geometrici.
Nel braccio di destra, su un piano rialzato, si erge l'altare di manifattura settecentesca dedicato a San Lazzaro. Sebbene mostri evidenti segni di deterioramento, si può ancora notare la dicitura OPAE, riconducibile all'Opera di Santa Maria di Sarzana. Sopra di esso è esposto il dipinto ad olio di Domenico Fiasella. L’opera fiasellesca è circondata a sua volta da tre pannelli dipinti a tempera che ne compongono la cornice, quest’ultima fatta realizzare nel 1630 da un certo Giovanni de Negri.
Nel braccio di sinistra, sempre su un piano rialzato e speculare all'altare di San Lazzaro, si erge l'altare dedicato alla Madonna, caratterizzato da una nicchia a muro contenente la statua della Vergine, la quale è circondata da una struttura ornamentale dipinta con un finto risalto.
In entrambi i bracci, e posizionate frontalmente all'ingresso, si trovano due nicchie dipinte che accolgono a destra di chi entra la statua di Sant'Antonio da Padova, mentre a sinistra quella di Santa Lucia. Le mensole in marmo sulle quali poggiano le due statue, di manifattura di inizio Novecento, sono un recupero di vecchie lapidi cimiteriali.
L'altare maggiore e il tabernacolo, in marmi policromi e finemente decorati, si trovano nell'ampio spazio absidale.
Dall'abside è possibile raggiungere la piccola sacrestia che ospita una croce originale dell'Ottocento, tre busti in legno contenenti alcune reliquie e diversi altri manufatti liturgici di importanza storica per la comunità parrocchiale.

## Opere d'arte

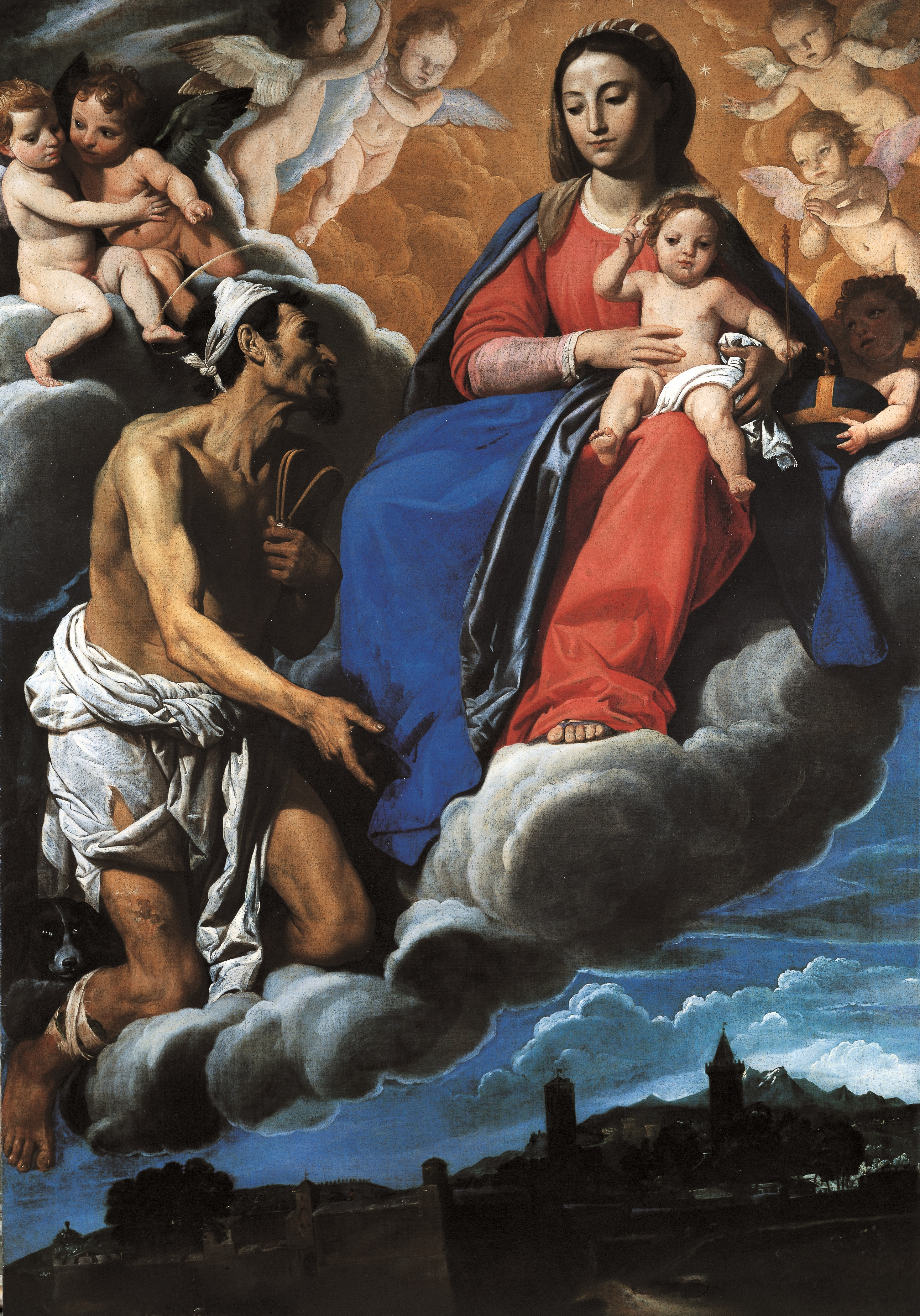
San Lazzaro implora la Vergine per la città di Sarzana, Domenico Fiasella, 1616, olio su tela, 213x149cm.

La chiesa di San Lazzaro, nonostante possieda dimensioni assai contenute e tipiche di una chiesa di periferia, conserva al suo interno pregevoli manufatti storico-artistici, tutti provenienti dall'antico ospitale lungo la via Francigena, i quali caratterizzano la storia della frazione ma anche della stessa città di Sarzana.
- San Lazzaro implora la Vergine per la città di Sarzana, tela di Domenico Fiasella, detto "il Sarzana", realizzata nel 1616. Il quadro è la testimonianza del momento di passaggio tra la formazione del pittore, di ritorno dal soggiorno romano, e la sua lunga maturazione artistica. Oltre ad essere un'opera che sintetizza egregiamente classicismo e naturalismo (le due correnti più in voga nel Seicento ligure), evidenti nel sublime nudo del Santo, nella compostezza della Madonna e nel chiaroscuro delle nubi e delle vesti, la tela presenta uno scorcio singolare e suggestivo del borgo di Sarzana e del territorio circostante.
- San Giovanni Battista e Santa Caterina di Alessandria, bassorilievo in marmo di autore ignoto posizionato sulla sommità della struttura ornamentale dell'altare di San Lazzaro. Molto probabilmente risalente al XIII-XIV secolo, l'opera presenta alcuni segni di coloritura. I soggetti sono raffigurati secondo la tipica iconografia, tranne per quanto riguarda un dettaglio di santa Caterina: essa è accompagnata dalla ruota dentata, simbolo del suo martirio, che invece di essere rappresentata spezzata viene mostrata intera.
- L'Annunciazione, bassorilievo in marmo di autore ignoto posizionato in un angolo a sinistra dell'ingresso principale, vicino al battistero. L'opera, risalente al XVI secolo, presenta segni decisi di scalpellature sui volti dei soggetti (Arcangelo Gabriele, Maria, Angeli, Dio e la colomba dello Spirito Santo), presumibilmente causati da atti vandalici. Nonostante questo fatto la scultura evidenzia un'estrema attenzione nei dettagli e la composizione risulta essere molto dinamica.
- Pantheon Sarzanese, la cornice del quadro del Fiasella composta da tre pannelli di eguali dimensioni dipinti a tempera. In questi pannelli sono rappresentati diversi santi che nel Seicento facevano parte del pantheon sarzanese (cioè che erano venerati a Sarzana). In particolare spiccano le figure di Maria, dell'Arcangelo Gabriele, di san Francesco d'Assisi, di san Pietro, di santa Barbara, di santa Lucia e di san Giacomo il Maggiore. La cornice fu fatta realizzare nel 1630 da un certo Giovanni de Negri, all'epoca gestore dell'osteria di San Lazzaro, come si evince dalla dicitura posta alla base della cornice stessa: Joannes de Nigris sarz. / fecit pro sua devotione anno domini 1630.
- La vasca del battistero, posta a sinistra dell'ingresso principale e risalente al XVII-XVIII secolo.
- La vasca dell'acquasantiera grande, posta a destra dell'ingresso principale e risalente anch'essa al XVII-XVIII secolo.
- La vasca dell'acquasantiera piccola, posta in prossimità dell'ingresso laterale e risalente al XIII secolo. Essa è decorata con un volto indefinito (probabilmente un puttino) purtroppo usurato dal tempo.